# 桑田憲汰
桑田 憲汰（くわだ けんた、1995年5月4日 - ）は、競技麻雀のプロ雀士。香川県出身。
日本プロ麻雀連盟所属。団体内の段位は三段。

## 来歴
2018年に日本プロ麻雀連盟のプロテストに合格し入会、関西本部に所属する。
麻雀最強戦2023の全日本プロ決定戦では関西予選を連盟関西本部長の横山毅に次ぐ2位で通過。ベスト16も勝ち上がって本戦に進出、決勝卓でも横山らを下して全日本プロ選手権勝者として最強戦ファイナル進出を果たす。ファイナルでは1st Stageで2021・2022最強位の瀬戸熊直樹を破り1位通過、2nd Stageも当時Mリーガーの内川幸太郎、猿川真寿を破り1位で通過。ファイナル（決勝卓）では鈴木たろう・鈴木大介・和久津晶の新旧Mリーガーを相手にオーラスで一発ツモの満貫を上がって鈴木たろうのトップ目を逆転、全日本プロ決定戦本戦からファイナル決勝卓にかけて5連勝という圧巻の強さでプロ入り5年目にして初の最強位に輝いた。
連覇を目指した麻雀最強戦2024ではファイナル1st Stageで松本吉弘・仲林圭の現Mリーガー2名を下し近藤誠一に次ぐ2位通過、2nd Stageを1位通過すると、ファイナル（決勝卓）ではオーラス2番手の近藤誠一の猛追を振り切って逃げ切り、板川和俊・瀬戸熊直樹に次ぐ史上3人目の大会連覇を成し遂げた。
長年関西の雀荘に勤務していたが、勤務先の閉店に伴い、2025年に活動拠点を東京に移した。同年行われる第4回リーチ麻雀世界選手権（世界麻雀）に出場する「Under29代表チーム」に阿久津翔太（連盟）、有賀利樹（最高位戦）、朝比奈ゆり（連盟）と共に選ばれた。

## 雀風・人物
- 自称「雀風は全ツッパ」[2]。その押しの強い打ち筋は、麻雀最強戦2023の全日本プロ選手権では実況解説陣から「ブルドーザー」と表現され[4]、麻雀最強戦2024では後述の通り名にちなんで「将軍」と表現された。
- 好きな役はリーチ、一発、ドラ[2]。
- 高校まではバスケットボール部に所属しており、高松商業高校にもスポーツ推薦で進学した[2]が、香川県大会では1学年上に渡邊雄太がいた尽誠学園高校の後塵を拝し続け、全国大会出場経験は無い（バスケットボール自体も身長が伸びるのが止まったため高校で辞めたとのこと）[10]。この話を聞いた連盟の黒木真生が麻雀最強戦に向けてつけた通り名は「必殺！ダンクシュートリーチ」[2][10]。ちなみに黒木はバスケットボールに関する知識がほとんど無く、エピソードに乏しい桑田に対して半ば無理矢理つけたものだった（現役時代は本人はダンクシュートするほど飛ぶことができず、代わりに異常なほど精度の高いミドルレンジのシュートを武器としていた）。なお通り名は後に、麻雀最強戦2023のファイナル決勝卓オーラスにて自身が優勝を決めた和了に由来する「リーチ一発将軍」に改めている。
- 麻雀最強戦2023のファイナルの組み合わせを決める抽選会にてzoom参加していた桑田が誤作動を連発。ミュート状態の無表情の桑田が全画面に映し出されることが度々あり、このシュールさが話題となってファンが増えた。
- 麻雀遊戯王で「仲林圭（日本プロ麻雀協会 / U-NEXT Pirates）の生き別れの兄弟（に見えるほど似ている）」と言及され[11]、以来お互いを兄弟呼びするほど交流を持つようになっている。Mリーグのオフシーズンに行われたU-NEXT Piratesの企画「パイレーツトレジャーハント」にて仲林圭と共にチームとなり、解説をした際テロップに兄と弟と表示された。

## 獲得タイトル
- 麻雀最強戦2023最強位
- 麻雀最強戦2024最強位